# International Journal of Neuropsychopharmacology
Das International Journal of Neuropsychopharmacology, abgekürzt Int. J. Neuropsychopharmacol., ist eine wissenschaftliche Fachzeitschrift, die vom Cambridge University Press-Verlag im Auftrag des International College of Neuropsychopharmacology veröffentlicht wird. Derzeit erscheint die Zeitschrift mit zehn Ausgaben im Jahr. Es werden Arbeiten zu neuropsychiatrischen Erkrankungen und der Behandlungsmöglichkeiten veröffentlicht.
Der Impact Factor lag im Jahr 2014 bei 4,009. Nach der Statistik des ISI Web of Knowledge wird das Journal mit diesem Impact Factor in der Kategorie klinische  Neurologie an 29. Stelle von 192 Zeitschriften, in der Kategorie Neurowissenschaften an 64. Stelle von 252 Zeitschriften, in der Kategorie Pharmakologie und Pharmazie an 40. Stelle von 254 Zeitschriften und in der Kategorie Psychiatrie an 27. Stelle von 140 Zeitschriften geführt.